# عمالة مقاطعة عين الشق

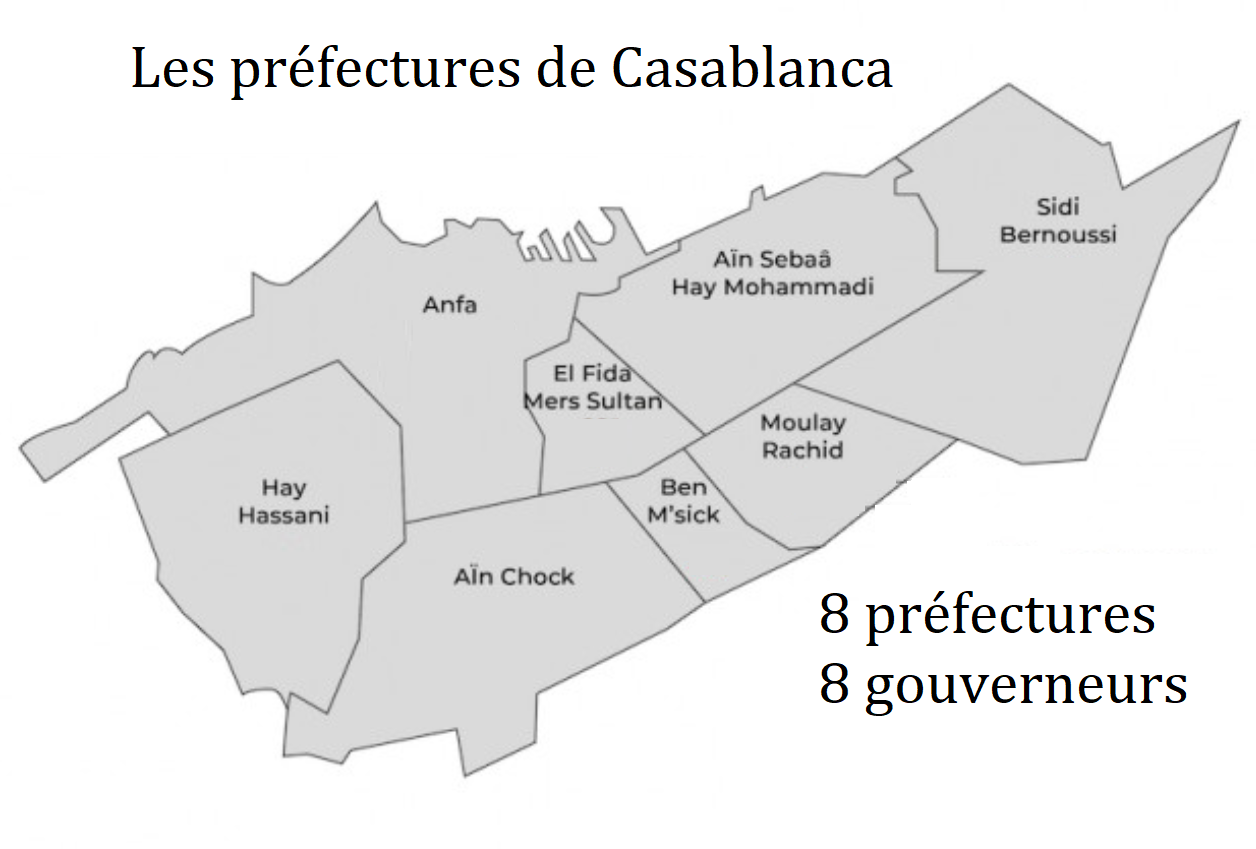
خريطة توضح عين الشق ومحافظات الدار البيضاء

عمالة مقاطعة عين الشق هي إحدى عمالات مقاطعات الدار البيضاء. تبلغ مساحتها 28.89 كلم² وعدد سكانها هو 253496 نسمة حسب إحصاء 2004. على هذه المقاطعة توجد كلية الآداب التي كانت سابقا معروفة بمدرسة المعلمين.
عين الشق معروف أيضا بمنازله القديمة الجميلة وأزقته الصغيرة وفيه الحي المعروف بدرب الخير الذي شيد في الفترة الاستعمارية وبه حي مولاي عبد الله المعروف بمدارسه ومنها:
- إعدادية الحسنى
- ثانوية ابن زيدون
- مدرسة بشار بن برد
- ثانوية المصلى
- ثانوية عبد الخالق الطريس
- إعدادية مولاي عبد الرحمان
- إعدادية لحسن ويدار
- الخ

منطقة لمكانسة بعين الشق تشكل واحدة من المناطق العشوائية بكل ما تحمله الكلمة من معنى؛ فهي تعاني من غياب أدنى شروط العيش الكريم وتنعدم فيها البنية التحتية والمرافق العمومية والثقافية التي قد تساعد في وقاية الشباب من الوقوع في براثن الإدمان والبطالة
- شارع لالة فاطمة زروال من لمكانسة الى سيدي مسعود الدار البيضاء
- المزابين بعمالة مقاطعة عين الشق